# Індустріальне суспільство

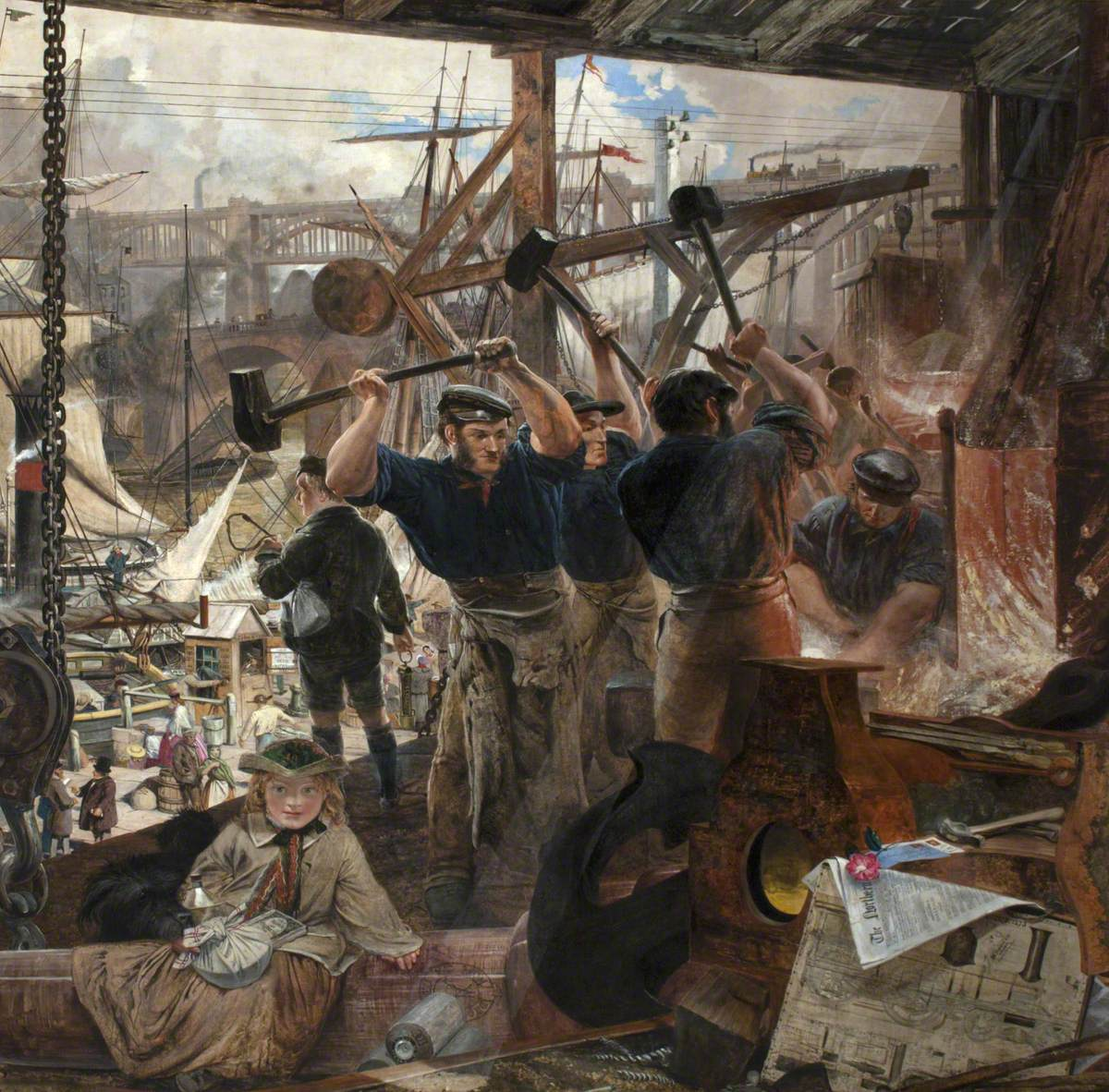
Вільям Бел Скот «Залізо та вугілля»

'Індустріа́льне суспі́льство - це суспільство для підтримки численного населення та легшого розподілу праці. Індустріальне суспільство прийшло на заміну доіндустріальному суспільству та відзначило новий етап розвитку суспільства, коли основна маса населення зайнята на заводах і фабриках (в індустрії); а також це стадія історичного розвитку людства, якій властиве домінування промислового виробництва над аграрним, кількісне переважання міського населення над сільським; високий рівень промислового виробництва характеризується його механізацією та автоматизацією, використанням досягнень науково-технічного прогресу, що зумовлює великі якісні зміни і в інших сферах суспільного життя — соціально-побутовій, політичній, культурній.
У Західній Європі перехід від аграрного до індустріального суспільства відбувся внаслідок промислової революції, що почалася в XVIII ст. у Великій Британії. Основною технологією, яка спричинила такі зміни була парова машина, що дозволила організувати масове виробництво.
Індустріальні суспільства використовують зовнішні ресурси, як от корисні копалини, для збільшення обсягів виробництва. Виробництво їжі перейшло на великі комерційні ферми, де задля скорочення робочої сили та збільшення виробництва, починають використовувати комбайни та добрива. Через брак робочих місця, значна кількість робітників були вимушені податися в інші галузі.
Індустріалізація в свою чергу спровокувала значну урбанізацію; робітники починають переміщуватися до міст, адже так вони були ближче до робочих місць, що в свою чергу викликало зростання (і розбудову) міст та приміських зон.
Елвін Тофлер виділяє такі характерні для індустріального суспільства риси:
- стандартизація;
- концентрація;
- централізація;
- синхронізація;

## Індустріалізація

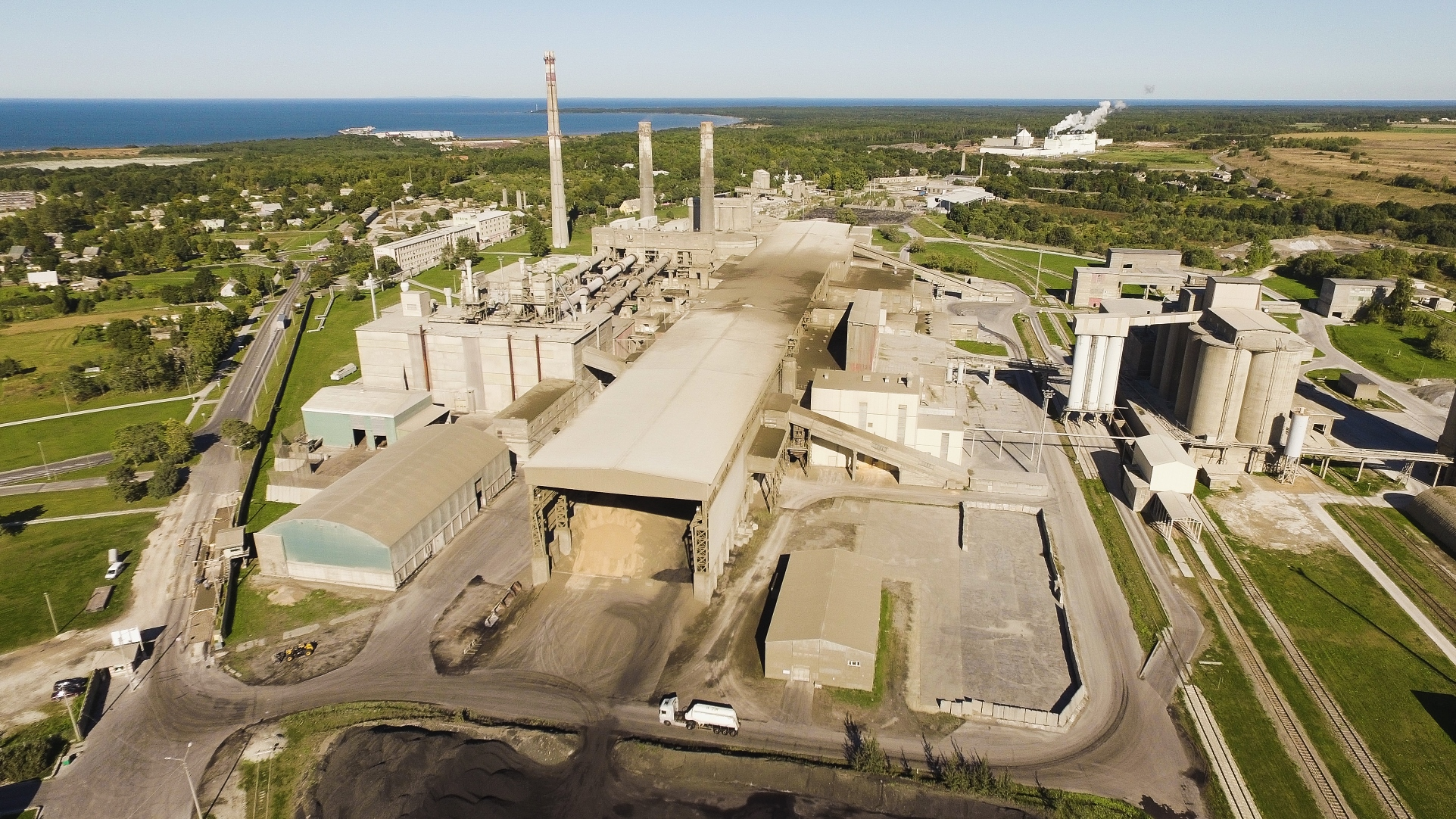
Фабрика — символ нового індустріального суспільства.

До індустріальної революції в Європі та Північній Америці, із подальшою індустріалізацією світу в XX ст, більшість країн мали аграрну економіку. Значна частина необхідних товарів вироблялася безпосередньо всередині родин (рідше громад) для власних потреб; товари загального ужитку вироблялися в цехах, майже без використання машин.
Із приходом індустріальної революції, промисловість стала основним сектором економіки в Європі та Північній Америці, як в загальному виробництві, так і в кількості робочих, і складала третину всієї економічної діяльності. Разом із появою нових технологій, як от парова машина та масове виробництво заліза, новий спосіб виробництва товарів вщент розбив феодальну та купецьку економіки, які були популярні на той час.